# As Live as It Gets
As Live as it Gets – album koncertowy brytyjskiej grupy heavymetalowej BLAZE. Został wydany 25 marca 2003 nakładem wytwórni Steamhammer. Jest to trzeci album zespołu.
As Live as it Gets zawiera głównie własny materiał grupy. Wśród ścieżek znajdują się jednak nagrania Bayleya z czasów gdy śpiewał w Iron Maiden („When Two Worlds Collide”, „Virus”, „Sign of the Cross”, „Futureal”) i Wolfsbane („Steel”) oraz cover Led Zeppelin („Dazed and Confused”).

## Lista utworów

### CD1
1. „Speed of Light” (Blaze Bayley, John Slater, Steve Wray) – 4:58
2. „When Two Worlds Collide” (cover Iron Maiden; Blaze Bayley, Steve Harris, Dave Murray) – 6:56
3. „Steel” (cover Wolfsbane; Blaze Bayley, Jason Edwards, Jeff Hateley, Steve Ellett) – 5:09
4. „Kill & Destroy” (Blaze Bayley, Rob Naylor, Jeff Singer, John Slater, Steve Wray) – 4:48
5. „End Dream” (Blaze Bayley, Jeff Singer, John Slater, Steve Wray) – 5:21
6. „Stare at the Sun” (Blaze Bayley, Rob Naylor, John Slater, Steve Wray) – 7:39
7. „Land of the Blind” (Blaze Bayley, Rob Naylor, John Slater, Steve Wray) – 3:53
8. „Silicon Messiah” (Blaze Bayley, Rob Naylor, John Slater) – 5:29
9. „Dazed and Confused” (cover Led Zeppelin; Robert Plant) – 5:43

### CD2
1. „Virus” (cover Iron Maiden; Blaze Bayley, Janick Gers, Steve Harris, Dave Murray) – 5:15
2. „The Brave” (Blaze Bayley, Rob Naylor, Steve Wray) – 3:46
3. „Stranger to the Light” (Blaze Bayley, Rob Naylor, John Slater, Steve Wray) – 6:08
4. „Identity” (Blaze Bayley, Rob Naylor, John Slater, Steve Wray) – 5:00
5. „Sign of the Cross” (cover Iron Maiden; Steve Harris) – 10:22
6. „Futureal” (cover Iron Maiden; Blaze Bayley, Steve Harris) – 3:01
7. „Ghost in the Machine” (Blaze Bayley, Rob Naylor, John Slater, Steve Wray) – 4:31
8. „Born as a Stranger” (Blaze Bayley, Rob Naylor, John Slater) – 6:18
9. „The Tenth Dimension” (Blaze Bayley, Rob Naylor, John Slater, Steve Wray) – 7:02

## Twórcy
- Blaze Bayley – śpiew
- Jeff Singer – perkusja
- John Slater – gitara
- Steve Wray – gitara
- Rob Naylor – gitara basowa

### Produkcja
- Doug Hall
- Andy Sneap